# Rio Vermelho (Paraná)
O rio Vermelho é um curso de água que banha o estado do Paraná, no Brasil.